# کوه یاسور
کوه یاسور (به لاتین: Mount Yasur) یک آتشفشان در وانواتو است که در تانا (جزیره) واقع شده‌است. کوه یاسور ۳۶۱ متر بالاتر از سطح دریا واقع شده‌است.